# Котсуолд Хилс
Котсуолд Хилс (на английски: Cotswold Hills) е възвишение в южната част на Англия, явяващо се северозападна „ограда“ на Лондонския басейн. Простира се от югозапад на североизток, покрай левия бряг на река Севърн и левият ѝ приток Ейвън на протежение от 100 km и ширина до 40 km. Максимална височина връх Клив Хил (330 m), издигащ се в северната им част, на 4 km североизточно от град Челтнъм. Възвишението е изградено от варовици, пясъчници и мергели. Северозападният му склон представлява стръмен куестов отстъп, а югоизточният е полегат и постепенно потъва в Лондонския басейн. От източните му склонове водят вачалото си река Темза, няколко нейни леви притока (Уиндраш и др.) и Ейвън (да не се бърка с река Ейвън, ляв приток на Севърн). Възвишението е заето предимно от мочурища, ливади и пасища и частично от малки букови гори. Развива се пасищно животновъдство.